# Nikolaj Tjcheidze

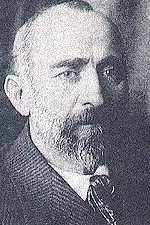
Nikolaj Tjcheidze

Nikolaj Tjcheidze (ryska: Николай Семёнович Чхеидзе, georgiska: ნიკოლოზ ჩხეიძე), född 1864 i byn Puti i guvernementet Kutaisi, Kejsardömet Ryssland (nu i Imeretien, Georgien), död 7 juni 1926 i Paris, var en rysk revolutionär av georgisk börd. 
Tjcheidze var vid utbrottet av februarirevolutionen 1917 medlem av Riksduman och tillhörde mensjevikerna. Han blev den förste ordförande i Petrograds soldat- och arbetarråd (sovjet) och var som sådan en av revolutionens förgrundsgestalter under de närmast följande månaderna. Under hans ledning utövade Petrogradssovjeten över den nya provisoriska regeringen från första stund en kontrollerande verksamhet, som ofta övergick till självständig styrelseaktion vid sidan av och stundom i öppen motsats mot provisoriska regeringen. 
Tjcheidze blev, när sovjetsystemet organiserades för hela Ryssland, även ordförande i de allryska soldat- och arbetarrådens verkställande centralkommitté. Inom båda dessa organisationer hade han och hans meningsfränder att bekämpa bolsjevikerna, och deras seger inom Petrogradssovjeten genom antagande i dess plenarsammanträde den 18 september av en programresolution föranledde Tjcheidze tillsammans med Iraklij Tsereteli och socialrevolutionären Viktor Tjernov att avgå. Tills vidare bibehöll Tjcheidze dock sin ledarställning inom den allryska sovjetsammanslutningen, och han presiderade (oktober) i det av provisoriska regeringen sammankallade "förparlament", som skulle överta kontrollen över regeringen, tills en konstituerande nationalförsamling hann inkallas. 
Oktoberrevolutionen gjorde slut på Tjcheidzes inflytande i Sankt Petersburg; han hade kort förut rest till sitt hemland Georgien, där han tillsammans med Tsereteli erhöll en politiskt ledande ställning och försökte skapa en självständig Georgisk republik, men tvingades emigrera på grund av en framgångsrik bolsjevikisk offensiv.   De båda anlände i mars 1919 till Paris med uppdrag att vid fredskonferensen bevaka Georgiens intressen. Efter Röda arméns intåg i Georgien 1921 gick Tjcheidze i landsflykt i Frankrike, där han sedermera begick självmord 1921 i Paris.